# Pristimantis altamnis
Espèce
Statut de conservation UICN

 LC  : Préoccupation mineure
Pristimantis altamnis est une espèce d'amphibiens de la famille des Craugastoridae.

## Répartition
Cette espèce est endémique de l'Est de l'Équateur. Elle se rencontre entre 400 et 1 000 m d'altitude.
Sa présence est incertaine en Colombie et au Pérou.

## Publication originale
- Elmer & Cannatella, 2008 : Three new species of leaflitter frogs from the upper Amazon forests: cryptic diversity within Pristimantis "ockendeni" (Anura: Strabomantidae) in Ecuador. Zootaxa, no 1784, p. 11-38 (texte intégral).